# Hattfjelldal
Hattfjelldal és un municipi situat al comtat de Nordland, Noruega. Té 1,463 habitants i té una superfície de 2,684.32 km².